# Делија Григоре
Делија Григоре (ромски: Deliya Grigore; Галац, 7. фебруар 1972) је румунскo-ромскa списатељица, филолошкиња, академкиња и активисткиња за ромска права.

## Биографија
Делија Григоре је одрасла под румунским комунистичким режимом, када Роми нису били признати као етничка група, већ као страни елементи који се морају асимиливоати у оквиру румунског друштва. За то време њена породица је сакрила свој прави идентитет како би избегла дискриминацију. Након румунске револуције 1989. године могла је потврдити своју ромску националност и поново научити језик. Године 1990. завршила је „Зоја Космодемјанска” средњу школу у Букурешту, док је 1992. године дипломирала на одсеку за санскритски језик и староиндијску цивилизацију и културу на Универзитету у Букурешту. Године 1995. дипломирала је румунску и енглеску филологију на Филолошком факултету Универзитета у Букурешту. Од 2000. године, Делија Григоре је објавила низ радова о ромској култури и језику.
Докторирала је антропологију ромске културе 2002. године са тезом „Породични обичаји ромске традиционалне културе са номадским идентитетским узорком на југоистоку Румуније”. Тренутно предаје на одсеку за стране језике и књижевност на Универзитету у Букурешту. У одбрану права Рома укључила се као председница Удружења САТРА / А.С.Т.Р.А. - „Amare Rromentza”.
У фебруару 2002. године, Делија Григоре је затражила да румунске државне власти и руководство румунске православне цркве признају одговорност за спровођење и последице пет векова ропства ромског народа у историјским румунским државама Влашкој и Молдавији.

## Kњижевна  делa
- Научи ромски језик: Смернице за ромски језик и културу (2000)
- Романипен и породични мистицизми (2001)
- Увод у проучавање ромске традиционалне културе: Курс ромске антропологије (2001)
- „Роми: Типови идентитета и архетипови” поглавље у „Роми и ромска народна култура. Лист и ватра” (2002)
- Историја и традиције ромске мањине (2005), написана заједно са Петром Петкутом и Маријаном Санду